# 费尔南
费尔南是巴西圣保罗州的一个市镇。总面积100.297平方公里，总人口1241人，人口密度12.4人/平方公里。